# HIP 41378 d
HIP 41378 d è un pianeta extrasolare distante circa 378 anni luce dal sistema solare e orbitante attorno alla stella nana bianco-gialla HIP 41378 nella costellazione del Cancro. È un gigante gassoso poco più grande di Nettuno distante 130 milioni di chilometri circa dalla propria stella.
Come gli altri pianeti di HIP 41378, è stato scoperto con il metodo del transito tramite la seconda parte (K2 mission) della missione Kepler.